# Merodio
Merodio ist eine Parroquia in der Gemeinde Peñamellera Baja der autonomen Region Asturien. Panes, der Verwaltungssitz der Gemeinde, liegt acht Kilometer entfernt.

## Geographie
Das Parroquia mit seinen 96 Einwohnern (Stand 2011) liegt auf 258 m über NN. 

## Fiesta
Viele Veranstaltungen das ganze Jahr über.

## Klima
Der Sommer ist angenehm mild, aber auch sehr feucht. Der Winter ist ebenfalls mild und nur in den Hochlagen streng.
Temperaturen im Februar 2007 3 - 9 °C
Temperaturen im August 2007 19 - 25 °C

## Sehenswürdigkeiten
- Iglesia (Kirche) de Santa Leocadia